# Ла-Грав
Ла-Грав (фр. La Grave, окс. La Grava) — коммуна во Франции, находится в регионе Прованс — Альпы — Лазурный Берег. Департамент коммуны — Верхние Альпы. Главный город кантона Ла-Грав. Округ коммуны — Бриансон.
Код INSEE коммуны — 05063.

## Население
Население коммуны на 2008 год составляло 497 человек.
| 1962 | 1968 | 1975 | 1982 | 1990 | 1999 | 2008 |
| ---- | ---- | ---- | ---- | ---- | ---- | ---- |
| 551  | 562  | 513  | 453  | 455  | 511  | 497  |

## Экономика
Основу экономики составляют сельское хозяйство и туризм (альпинизм, скалолазание, водные виды спорта, зимние виды спорта и зелёный туризм).
В 2007 году среди 347 человек в трудоспособном возрасте (15—64 лет) 279 были экономически активными, 68 — неактивными (показатель активности — 80,4 %, в 1999 году было 77,7 %). Из 279 активных работали 264 человека (155 мужчин и 109 женщин), безработных было 15 (6 мужчин и 9 женщин). Среди 68 неактивных 17 человек были учениками или студентами, 26 — пенсионерами, 25 были неактивными по другим причинам.

## Фотогалерея
- Ла-Грав
- Церковь Сен-Пьер-э-Сен-Пол
- Ораторий Сент-Анн-дю-Шазеле
- Церковь Сен-Матьё

## Уроженцы Ла-Грава
- Николе, Никола — путешественник.